# Cezary Popławski
Cezary Grzegorz Popławski (ur. 19 października 1967 w Rajczy) – polski nadinspektor Policji, w latach 2015–2016 zastępca komendanta głównego Policji.

## Życiorys
Jest absolwentem Wydziału Prawa i Administracji Uniwersytetu Łódzkiego oraz Wyższej Szkoły Policji w Szczytnie. Od 1987 pełni służbę w Policji (wówczas Milicja Obywatelska). Należał do Zmotoryzowanych Odwodów Milicji Obywatelskiej, będąc jednocześnie czynnym sportowcem. Według jego własnych relacji reprezentował jednostkę w spartakiadach służb mundurowych, jako zawodnik wieloboju. Występował również w drużynie siatkarskiej.
W 1992 rozpoczął służbę w Sekcji Operacyjno-Dochodzeniowej Komisariatu Policji w Krynicy-Zdroju, a od 1993 pełnił funkcję zastępcy komendanta Komisariatu Policji w Muszynie, natomiast w 1994 przeszedł na analogiczne stanowisko w Krynicy-Zdroju. W 1999 objął stanowisko komendanta Komisariatu Policji w Muszynie, w 2000 został naczelnikiem Sekcji Ruchu Drogowego–Komendy Rejonowej Policji w Nowym Sączu, a w 2004 Komendy Powiatowej Policji w Zgierzu. Od 2006 pełnił służbę w Łodzi, gdzie był naczelnikiem Wydziału Ruchu Drogowego w komendzie wojewódzkiej, a od 2012 zastępcą komendanta wojewódzkiego Policji w Łodzi.
W 2013 został komendantem wojewódzkim Policji w Radomiu. Od lutego 2015 do stycznia 2016 pełnił funkcję zastępcy Komendanta Głównego Policji. 23 lipca 2015 podczas uroczystości związanych ze Świętem Policji odebrał akt mianowania na stopień nadinspektora Policji z rąk prezydenta RP Bronisława Komorowskiego.
W styczniu 2016 podał się do dymisji z pełnionej funkcji zastępcy Komendanta Głównego Policji wskazując powody osobiste jako przyczynę tej decyzji. Na światło dzienne wyszły fakty, że Popławski był w latach osiemdziesiątych funkcjonariuszem ZOMO.

## Wybrane odznaczenia
- Brązowy Krzyż Zasługi (2011, za zasługi w działalności społecznej i charytatywnej)[4][1]
- Srebrny Medal za Długoletnią Służbę (2008)[1]
- Brązowy Medal „Za zasługi dla obronności kraju” (2014)[1]
- Złota Odznaka Zasłużony Policjant (2014)[1]